# Billboardlistans förstaplaceringar 1999
Detta är en lista över 1999 års förstaplaceringar på Billboard Hot 100. 

## Listhistorik
| Datum        | Låt                   | Artist                                         |
| 2 januari    | I'm Your Angel        | R. Kelly och Céline Dion                       |
| 9 januari    | I'm Your Angel        | R. Kelly och Céline Dion                       |
| 16 januari   | Have You Ever?        | Brandy                                         |
| 23 januari   | Have You Ever?        | Brandy                                         |
| 30 januari   | ...Baby One More Time | Britney Spears                                 |
| 6 februari   | ...Baby One More Time | Britney Spears                                 |
| 13 februari  | Angel of Mine         | Monica                                         |
| 20 februari  | Angel of Mine         | Monica                                         |
| 27 februari  | Angel of Mine         | Monica                                         |
| 6 mars       | Angel of Mine         | Monica                                         |
| 13 mars      | Believe               | Cher                                           |
| 20 mars      | Believe               | Cher                                           |
| 27 mars      | Believe               | Cher                                           |
| 3 april      | Believe               | Cher                                           |
| 10 april     | No Scrubs             | TLC                                            |
| 17 april     | No Scrubs             | TLC                                            |
| 24 april     | No Scrubs             | TLC                                            |
| 1 maj        | No Scrubs             | TLC                                            |
| 8 maj        | Livin' la Vida Loca   | Ricky Martin                                   |
| 15 maj       | Livin' la Vida Loca   | Ricky Martin                                   |
| 22 maj       | Livin' la Vida Loca   | Ricky Martin                                   |
| 29 maj       | Livin' la Vida Loca   | Ricky Martin                                   |
| 5 juni       | Livin' la Vida Loca   | Ricky Martin                                   |
| 12 juni      | If You Had My Love    | Jennifer Lopez                                 |
| 19 juni      | If You Had My Love    | Jennifer Lopez                                 |
| 26 juni      | If You Had My Love    | Jennifer Lopez                                 |
| 3 juli       | If You Had My Love    | Jennifer Lopez                                 |
| 10 juli      | If You Had My Love    | Jennifer Lopez                                 |
| 17 juli      | Bills, Bills, Bills   | Destiny's Child                                |
| 24 juli      | Wild Wild West        | Will Smith featuring Dru Hill and Kool Moe Dee |
| 31 juli      | Genie in a Bottle     | Christina Aguilera                             |
| 7 augusti    | Genie in a Bottle     | Christina Aguilera                             |
| 14 augusti   | Genie in a Bottle     | Christina Aguilera                             |
| 21 augusti   | Genie in a Bottle     | Christina Aguilera                             |
| 28 augusti   | Genie in a Bottle     | Christina Aguilera                             |
| 4 september  | Bailamos              | Enrique Iglesias                               |
| 11 september | Bailamos              | Enrique Iglesias                               |
| 18 september | Unpretty              | TLC                                            |
| 25 september | Unpretty              | TLC                                            |
| 2 oktober    | Unpretty              | TLC                                            |
| 9 oktober    | Heartbreaker          | Mariah Carey featuring Jay-Z                   |
| 16 oktober   | Heartbreaker          | Mariah Carey featuring Jay-Z                   |
| 23 oktober   | Smooth                | Santana featuring Rob Thomas                   |
| 30 oktober   | Smooth                | Santana featuring Rob Thomas                   |
| 6 november   | Smooth                | Santana featuring Rob Thomas                   |
| 13 november  | Smooth                | Santana featuring Rob Thomas                   |
| 20 november  | Smooth                | Santana featuring Rob Thomas                   |
| 27 november  | Smooth                | Santana featuring Rob Thomas                   |
| 4 december   | Smooth                | Santana featuring Rob Thomas                   |
| 11 december  | Smooth                | Santana featuring Rob Thomas                   |
| 18 december  | Smooth                | Santana featuring Rob Thomas                   |
| 25 december  | Smooth                | Santana featuring Rob Thomas                   |